# Death Before Dishonour (Goatmoon)
Death Before Dishonour è l'album d'esordio della one man band black metal finlandese Goatmoon, pubblicato il 21 dicembre 2004.
La versione in CD è stata distribuita in 1014 copie, quella in vinile in 110.

## Tracce
Testi e musiche di Lähde.
1. Blackmetal Winter - 3:17
2. Pure Blood - 2:55
3. Bloodvengeance – 2:18
4. Forest of Misanthropy – 2:43
5. In the Cursing Embrace – 2:56
6. Light Will Not Be – 3:29
7. Blackgoatworship – 2:46
8. Rite of God Deny – 2:26
9. Humanhate Grows Strong Within – 4:13
10. Aryan Evil – 2:52
11. Disease – 3:45
12. Death Before Dishonour – 3:32
13. Kunnia, Armageddon! – 3:06

## Formazione
- BlackGoat Gravedesecrator - voce e strumenti